# حصن الجيزة (رخية)
'

تعديل مصدري - تعديل

حصن الجيزة هي إحدى قرى عزلة رخية بمديرية رخية التابعة لمحافظة حضرموت، بلغ تعداد سكانها 6 نسمة حسب تعداد اليمن لعام 2004.